# Échelle de Mercalli

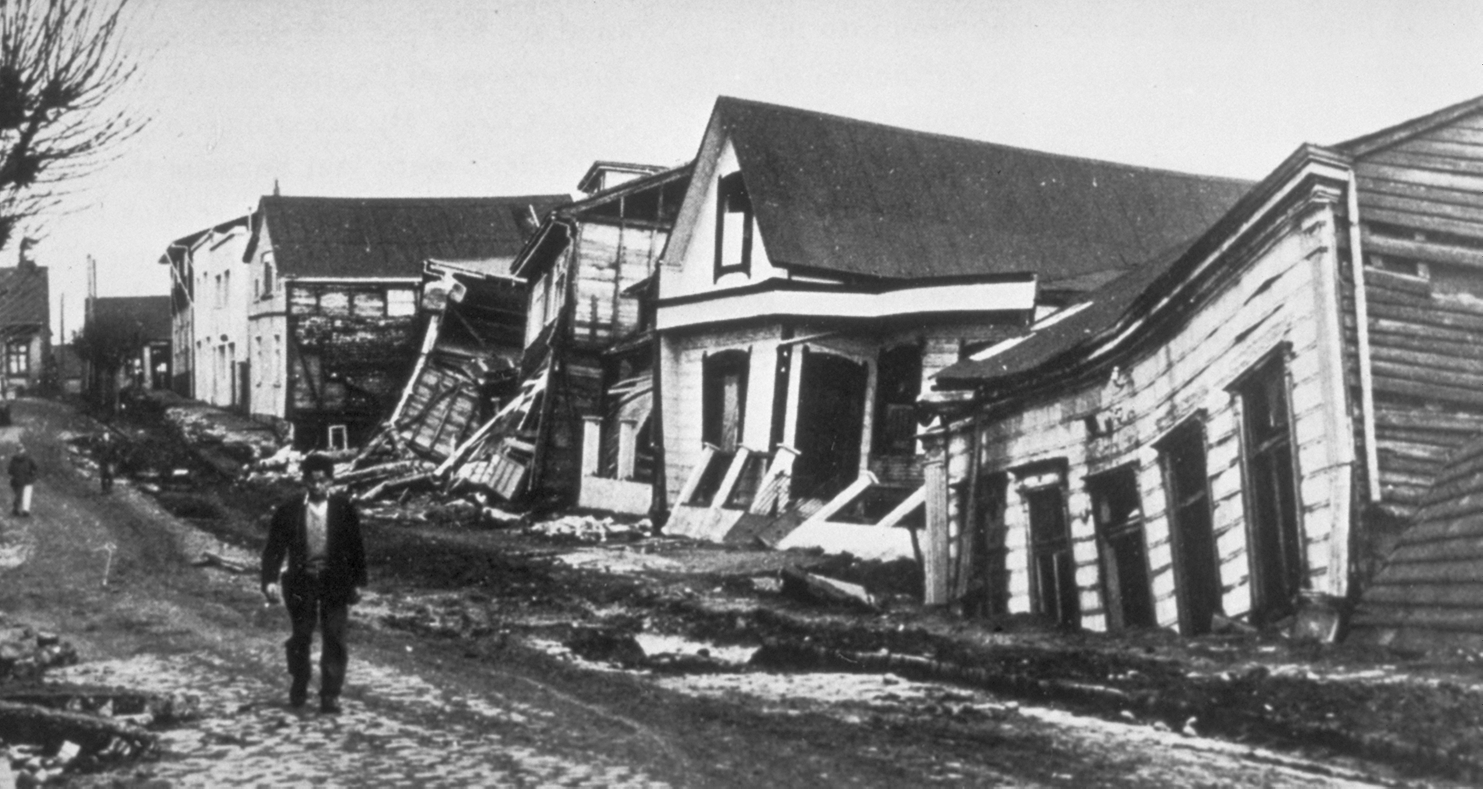
La ville chilienne de Valdivia après le tremblement de terre de 1960, le plus important jamais enregistré (9,5 M_{w}). Il a atteint une intensité de XII sur l'échelle de Mercalli.

 (mai 2022).
L'échelle de Mercalli est une échelle de mesure de l'intensité d'un séisme, qui se fonde sur l'observation des effets et des conséquences du séisme en un lieu donné.
Il est important de distinguer l'intensité d'un séisme de sa magnitude, laquelle mesure l'énergie libérée par le séisme à son foyer.

## Histoire
Le sismologue et volcanologue italien Giuseppe Mercalli est l'auteur de deux échelles d'intensité. La première (Mercalli, 1883) était, d'après le sismologue britannique Charles Davison (1921), une simple adaptation de l'échelle Rossi-Forel ne comportant que 6 degrés, contre 10 pour l'échelle Rossi-Forel. La seconde (Mercalli, 1902) comportait 10 degrés et précisait les descriptions de l'échelle Rossi-Forel. C'est le physicien italien Adolfo Cancani qui l'étendit à 12 degrés en 1903. Elle fut complètement révisée par le géophysicien allemand August Heinrich Sieberg, et désignée alors sous le nom d'échelle Mercalli-Cancani-Sieberg (MCS).
En 1931, l'échelle MCS fut traduite en anglais et modifiée par Harry O. Wood et Franck Neumann, sous le nom d'échelle Mercalli-Wood-Neumann (MWN). Elle fut encore modifiée en 1956 par le sismologue américain Charles Francis Richter, et dénommée alors échelle de Mercalli modifiée (MM ou MMI). Elle fut finalement abandonnée à partir de 1964, remplacée par l'échelle Medvedev-Sponheuer-Karnik (MSK).

## Échelle de Mercalli modifiée (MM ou MMI)
| Degrés | Évaluation     | Étendue des dégâts observés |
| ------ | -------------- | --- |
| I      | Instrumentale  | Aucun mouvement n'est perçu. Le séisme n'est détecté que par des instruments sensibles et quelques personnes dans des conditions particulières. |
| II     | Très légère    | Quelques personnes peuvent sentir un mouvement si elles sont au repos et/ou dans les étages élevés de grands immeubles. |
| III    | Légère         | À l'intérieur de bâtisses, beaucoup de gens sentent un léger mouvement. Les objets suspendus bougent. En revanche, à l'extérieur, rien n'est ressenti. |
| IV     | Assez forte    | À l'intérieur, la plupart des gens ressentent un mouvement. Les objets suspendus bougent, mais aussi les fenêtres, plats, assiettes, loquets de porte. |
| V      | Moyenne        | La plupart des gens ressentent le mouvement. Les personnes sommeillant sont réveillées. Les portes claquent, la vaisselle se casse, les tableaux bougent, les petits objets se déplacent, les arbres oscillent, les liquides peuvent déborder de récipients ouverts. |
| VI     | Forte          | Tout le monde sent le tremblement de terre. Les gens ont la marche troublée, les objets et tableaux tombent, le plâtre des murs peut se fendre, les arbres et les buissons sont secoués. Des dommages légers peuvent se produire dans des bâtiments mal construits, mais aucun dommage structurel. |
| VII    | Très forte     | Les gens ont du mal à tenir debout. Les conducteurs sentent leur voiture secouée. Quelques meubles peuvent se briser. Des briques peuvent tomber des immeubles. Les dommages sont modérés dans les bâtiments bien construits, mais peuvent être considérables dans les autres. |
| VIII   | Destructrice   | Les chauffeurs ont du mal à conduire. Les maisons avec de faibles fondations bougent. De grandes structures telles que des cheminées ou des immeubles, peuvent se tordre et se briser. Les bâtiments bien construits subissent de légers dommages, contrairement aux autres qui en subissent de sévères. Les branches des arbres se cassent. Les collines peuvent se fissurer si la terre est humide. Le niveau de l'eau dans les puits peut changer. |
| IX     | Dévastatrice   | Tous les immeubles subissent de gros dommages. Les maisons sans fondations se déplacent. Quelques conduits souterrains se brisent. La terre se fissure. |
| X      | Désastreuse    | La plupart des bâtiments et leurs fondations sont détruits. Il en est de même pour quelques ponts. Des barrages sont sérieusement endommagés. Des éboulements se produisent. L'eau est détournée de son lit. De larges fissures apparaissent sur le sol. Les rails de chemin de fer se courbent. |
| XI     | Catastrophique | La plupart des constructions s'effondrent. Des ponts sont détruits. Les conduits souterrains sont détruits. |
| XII    | Cataclysmique  | Presque tout est détruit. Le sol bouge en ondulant. De grands pans de roches peuvent se déplacer. |